# Кола (Потенца)
Кола (итал. Colla) је насеље у Италији у округу Потенца, региону Базиликата.
Према процени из 2011. у насељу је живело 16 становника. Насеље се налази на надморској висини од 555 м.